# مطار زاباروجيا الدولي
مطار زاباروجيا الدولي (بالأوكرانية: Міжнародний аеропорт Запоріжжя)(إياتا: OZH، إيكاو: UKDE) يقع المطار الدولي على بعد 15 كم شمال شرق مركز زاباروجيا.

## شركات الطيران والوجهات
منذ 24 فبراير 2022، علقت جميع رحلات الركاب إلى أجل غير مسمى بسبب الغزو الروسي لأوكرانيا. كانت شركات الطيران التالية تقدم رحلات من وإلى مطار زاباروجيا الدولي:
| شركـات طيـران                    | الوجهات |
| -------------------------------- | --- |
| الخطوط الجوية النمساوية          | مطار فيينا الدولي |
| Azur Air Ukraine                 | موسمي عارض: مطار أنطاليا، مطار دالامان، مطار شرم الشيخ الدولي |
| خطوط لوت الجوية البولندية        | مطار وارسو فريدريك شوبان |
| Motor Sich Airlines              | مطار كييف جولياني الدولي موسمي: Burgas |
| خطوط بيغاسوس                     | مطار صبيحة كوكجن الدولي موسمي: مطار ميلاس بودروم |
| سكاي أب                          | مطار بن غوريون الدولي موسمي: مطار برشلونة الدولي، مطار باطومي الدولي، Burgas، مطار لارنكا الدولي، مطار أوديسا الدولي، مطار فاكلاف هافيل الدولي، Rimini، مطار تيرانا الدولي، Tivat موسمي عارض: مطار أنطاليا، مطار شرم الشيخ الدولي |
| الخطوط الجوية التركية            | مطار إسطنبول الدولي |
| الخطوط الجوية الدولية الأوكرانية | مطار بوريسبيل الدولي موسمي عارض: مطار أنطاليا، Kayseri، مطار شرم الشيخ الدولي |

## الإحصائيات
شاهد source Wikidata query and sources.
| السنة | الركاب[بحاجة لمصدر] | التغير  |
| ----- | ------------------- | ------- |
| 2006  | 110,810             | ▲ 22.8% |
| 2007  | 118,463             | ▲ 6.9%  |
| 2008  | 63,596              | ▼ 53.7% |
| 2009  | 33,960              | ▼ 46.6% |
| 2010  | 33,386              | ▼ 1.7%  |
| 2011  | 56,900              | ▲ 70.4% |
| 2012  | 56,788              | ▼ 0.2%  |
| 2013  | 79,845              | ▲ 40.6% |
| 2014  | 75,400              | ▼ 5.6%  |
| 2015  | 128,104             | ▲69.9%  |
| 2016  | 275,421             | ▲115.0% |
| 2017  | 348,438             | ▲26.5%  |
| 2018  | 400,326             | ▲ 15.0% |
| 2019  | 434,063             | ▲ 8.4%  |
| 2020  | 326,217             | ▼ 24.8% |

## روابط خارجية
- الموقع الرسمي لمطار زاباروجيا الدولي